# Eccellenza Marche 1998-1999
Il campionato italiano di calcio di Eccellenza regionale 1998-1999 è stato l'ottavo organizzato in Italia. Rappresenta il sesto livello del calcio italiano.
Questo è il campionato organizzato dal Comitato Regionale Marche.

## Squadre partecipanti
| Squadra                  | Città (provincia)           |
| ------------------------ | --------------------------- |
| Pol. Cagliese Calcio     | Cagli (PU)                  |
| A.S. Camerino Calcio     | Camerino (MC)               |
| A.S.C. Civitanovese Srl  | Civitanova Marche (MC)      |
| S.S. Fabriano Calcio     | Fabriano (AN)               |
| Pol. Forsempronese       | Fossombrone (PU)            |
| U.S. Montegiorgese       | Montegiorgio (AP)           |
| Pol. Montegranaro Calcio | Montegranaro (AP)           |
| U.S. Pergolese           | Pergola (Italia) (PU)       |
| S.S. Potenza Picena      | Potenza Picena (MC)         |
| S.S. Real Montecchio     | Sant'Angelo in Lizzola (PU) |
| U.S. Recanatese          | Recanati (MC)               |
| U.S. Sangiorgese         | Porto San Giorgio (AP)      |
| A.C. Sangiustese         | Monte San Giusto (MC)       |
| S.S. Settempeda          | San Severino Marche (MC)    |
| U.S. Truentina           | Castel di Lama (AP)         |
| Vadese Calcio            | Sant'Angelo in Vado (PU)    |

## Aggiornamenti
Anche nella stagione 1998-1999 l'Eccellenza marchigiana veniva composta da 16 società. Il Camerino era retrocesso dal C.N.D. mentre dalla Promozione erano state promosse tre squadre: la Pergolese che era al debutto, il Fabriano che ritornava per la prima volta dal 1993-94 e la Truentina Castel di Lama, immediatamente risalita.
Vinse il campionato la Civitanovese che ritornò nel C.N.D. dopo 2 stagioni. Il Real Montecchio confermò il secondo posto dell'anno precedente e come già accaduto nella stagione antecedente non riuscì a prevalere negli spareggi nazionali. In coda la situazione venne definita ben presto: retrocedettero il neopromosso Fabriano, la Settempeda e il Potenza Picena.

## Classifica finale
|  | Pos. | Squadra                  | Pt | G  | V  | N  | P  | GF | GS | DR  |
|  | ---- | ------------------------ | -- | -- | -- | -- | -- | -- | -- | --- |
|  | 1.   | Civitanovese             | 58 | 30 | 15 | 13 | 2  | 30 | 13 | +17 |
|  | 2.   | Real Montecchio          | 54 | 30 | 14 | 12 | 4  | 47 | 27 | +20 |
|  | 3.   | Montegiorgese            | 51 | 30 | 12 | 15 | 3  | 33 | 19 | +14 |
|  | 4.   | Montegranaro             | 48 | 30 | 13 | 9  | 8  | 45 | 36 | +9  |
|  | 5.   | Camerino                 | 48 | 30 | 12 | 12 | 6  | 43 | 31 | +12 |
|  | 6.   | Truentina Castel di Lama | 44 | 30 | 11 | 11 | 8  | 25 | 20 | +5  |
|  | 7.   | Cagliese                 | 42 | 30 | 10 | 12 | 8  | 44 | 40 | +4  |
|  | 8.   | Vadese                   | 42 | 30 | 10 | 12 | 8  | 39 | 36 | +3  |
|  | 9.   | Sangiustese              | 39 | 30 | 9  | 12 | 9  | 36 | 33 | +3  |
|  | 10.  | Forsempronese            | 36 | 30 | 9  | 9  | 12 | 27 | 30 | -3  |
|  | 11.  | Sangiorgese              | 35 | 30 | 8  | 11 | 11 | 26 | 28 | -2  |
|  | 12.  | Pergolese                | 34 | 30 | 6  | 16 | 8  | 31 | 34 | -3  |
|  | 13.  | Recanatese               | 34 | 30 | 7  | 13 | 10 | 36 | 41 | -5  |
|  | 14.  | Potenza Picena           | 27 | 30 | 6  | 9  | 15 | 32 | 49 | -17 |
|  | 15.  | Settempeda               | 22 | 30 | 4  | 10 | 16 | 29 | 46 | -17 |
|  | 16.  | Fabriano                 | 15 | 30 | 3  | 6  | 21 | 21 | 61 | -40 |